# Distrikt Yamango
Der Distrikt Yamango liegt in der Provinz Morropón der Region Piura in Nordwest-Peru. Der Distrikt wurde am 30. Dezember 1983 gegründet. Er hat eine Fläche von 219 km². Beim Zensus 2017 lebten 8862 Einwohner im Distrikt. Im Jahr 1993 betrug die Einwohnerzahl 10.522, im Jahr 2007 9978. Verwaltungssitz ist die 1175 m hoch gelegene Ortschaft Yamango mit 1108 Einwohnern (Stand 2017). Yamango liegt 46 km ostsüdöstlich der Provinzhauptstadt Chulucanas.

## Geographische Lage
Der Distrikt Yamango liegt im nördlichen Osten der Provinz Morropón. Die maximale Längsausdehnung in WSW-ONO-Richtung beträgt etwa 29 km, die maximale Breite bei etwa 13 km. Der Distrikt erstreckt sich über die Westflanke der peruanischen Westkordillere. Das Areal wird hauptsächlich nach Südwesten über den Río Corrales zum Río Piura hin entwässert. Lediglich der äußerste Nordosten des Distrikts liegt im Einzugsgebiet des Río Quiroz, linker Nebenfluss des Río Chira.
Der Distrikt Yamango grenzt im Südwesten an den Distrikt Buenos Aires, im Nordwesten an den
Distrikt Santa Catalina de Mossa, im Norden an den Distrikt Chalaco, im Nordosten an den Distrikt Pacaipampa (Provinz Ayabaca), im Osten an den Distrikt Lalaquiz (Provinz Huancabamba) sowie im Süden an den Distrikt San Juan de Bigote.